# Nova Luna
Nova Luna è un gioco da tavolo appartenente alla categoria degli astratti ideato da Uwe Rosenberg, pubblicato nel 2019 dalla Pegasus Spiele e in Italia da Djama Games. Nel 2020 il gioco è stato nominato per il prestigioso premio Spiel des Jahres come miglior gioco da tavolo dell'anno. Nova Luna riprende le meccaniche di gioco di Patchwork (Uwe Rosemberg)  e Habitats (Cornè van Moorsel) fondendole insieme per creare una nuova esperienza di gioco.

## Materiali
- 1 Ruota Lunare;
- 68 Tessere in 4 colori;
- 84 Dischetti in 4 colori;
- 1 Segnalino Luna;
- 1 Regolamento.

## Il gioco
Il gioco si allestisce rapidamente mettendo al centro del tavolo la ruota lunare. Essa è composta da 24 spazi, corrispondenti alle 24 fasi della luna, in cui andranno alloggiate le tessere colori precedentemente mischiate. Sulle tessere si trovano due tipi diversi di indicazioni: un valore numerico da 1 a 7 e una serie di pallini colorati. Il primo rappresenta il numero di passi che dovrà compiere la pedina del giocatore lungo il tracciato delle fasi lunari, i pallini colorati rappresentano invece le condizioni necessarie per soddisfare l'obiettivo della tessera che, una volta realizzato, verrà coperto con uno dei dischetti del proprio colore. Chi per primo termina i suoi dischetti viene dichiarato il vincitore.
Ispirandosi a Patchwork, i turni dei giocatori non si alternano in modo prefissato, ma giocherà sempre il giocatore la cui pedina si trova più indietro sul tracciato delle fasi lunari.
Il giocatore può dunque scegliere una fra le 3 tessere successive alla posizione del segnalino Luna e piazzarla davanti a sé, avanzando poi il proprio segnalino del numero di passi corrispondenti e spostando la Luna nello spazio lasciato vuoto. Le tessere successive andranno posizionate ortogonalmente a quelle piazzate in precedenza. Dopo aver posizionato la tessera, il giocatore controlla se sono soddisfatti gli obiettivi; questi sono completati se sono presenti tessere adiacenti che corrispondono al numero e ai colori dei pallini rappresentati. A questo punto il turno passa al prossimo giocatore e il gioco prosegue fino a che un giocatore non ha più dischetti o non vi sono più tessere per riempire la ruota. 

### Variante in solitario
Esiste anche una variante in solitario del gioco che prevedono che il giocatore crei due pile di dischetti del proprio colore, una da 8 e una da 13. L'obiettivo è di piazzare tutti i dischetti nel più breve tempo possibile, tenendo conto che la ruota lunare verrà riempito solo quando saranno terminati i dischetti della prima pila (quella da 8) o quando saranno finite tutte le tessere a disposizione. Una volta riempita nuovamente la ruota si sommano tutti i punteggi numerici indicati sulle tessere e si aggiungono 10 punti per ogni dischetto degli 8 che non è stato piazzato. Si avvia quindi una seconda fase in cui il giocatore dovrà cercare di utilizzare tutti i dischetti della seconda pila (quella da 13). Il gioco termina quando tutti i dischetti sono finiti o non ci sono più tessere nella ruota lunare. Si sommano nuovamente tutti i punteggi numerici sulle tessere di proprietà del giocatore aggiungendo 10 punti per ogni dischetto rimanente. Più il punteggio è basso e più il giocatore potrà considerarsi vincitore.

## Curiosità
Uwe Rosemberg ha dichiarato di aver preso ispirazione per questo gioco da Habitats di Corné van Moorsel, edito nel 2016 da Cwali. Per questo motivo Corné van Moorsel risulta come coautore del gioco. 

## Premi e riconoscimenti
Il gioco ha  avuto i seguenti riconoscimenti 
- 2020
  - Spiel des Jahres: gioco nominato;
  - MinD-Spielepreis Short Game: gioco nominato;
- 2021
  - Gioco dell'Anno: gioco nominato;